# Vortioxetina
La vortioxetina, comercializado bajo las marcas Brintellix, Trintellix, Kelac, es un medicamento antidepresivo indicado para tratar el trastorno depresivo mayor y la ansiedad.
La efectividad se considera como similar a la de otros antidepresivos. Está recomendada en personas que no han mejorado suficientemente con dos antidepresivos anteriores.

Los efectos secundarios comunes incluyen estreñimiento y náusea. Los efectos secundarios graves pueden incluir suicidio en los menores de 25 años, síndrome de serotonina, sangrado,  manía, y síndrome de secreción inapropiada de hormona antidiurética SIADH. Puede ocurrir un síndrome de abstinencia de ISRS si la dosis es rápidamente disminuida. El uso de Vortioxetina durante el embarazo y la lactancia no está recomendado. La Vortioxetina está clasificada como un modulador de serotonina. 

La Vortioxetina fue aprobada para uso médico en EE.UU en 2013. El costo de un mes de tratamiento en el Reino Unido NHS era de alrededor de £27.72 en 2019. En EE.UU el costo mayorista era de 368 USD.

## Clínica
La vortioxetina se utiliza principalmente como tratamiento para el trastorno depresivo mayor. La efectividad parece ser similar a otros antidepresivos. Puede usarse cuando dos antidepresivos anteriores han fallado.
La vortioxetina también se usa para el tratamiento de la ansiedad.

## Efectos adversos
Los efectos secundarios más comunes reportados con vortioxetina son náusea, diarrea, sequedad de boca, estreñimiento, vómitos, flatulencia, mareos y disfunción sexual.
Si la vortioxetina se prescribe junto con los inhibidores selectivos tradicionales de la recaptación de serotonina (ISRS) u otros medicamentos serotoninérgicos, esto puede inducir el síndrome de serotonina potencialmente mortal.
La incidencia de disfunción sexual es solo ligeramente mayor en los pacientes que toman vortioxetina que en las personas que toman placebos y ocurre en menos del 10% de los pacientes tratados con vortioxetina. Como tal, la vortioxetina puede ser apropiada para personas que han sufrido efectos secundarios sexuales de otros medicamentos antidepresivos.

## Farmacología
La Vortioxetina aumenta las concentraciones de serotonina en el cerebro mediante dos mecanismos que actúan de forma simultánea y sinérgica: la inhibición de su recaptación y la modulación (en más y en menos) de sus receptores.

La inhibición de la recaptación de serotonina
Se realiza sobre la proteína estructural transmembrana, llamada recaptador de serotonina (SERT) ubicada en el lado presinaptico. Su inhibición aumenta la cantidad de serotonina activa dentro de la hendidura y por tanto su efecto sobre los receptores.
La modulación de los receptores de serotonina
Se efectúa sobre los receptores de serotonina postsinápticos. Activa ciertos receptores (modulación en más), mientras bloquea o antagoniza (modulación en menos) otros tipos de receptores de serotonina.

Estas características colocan a la vortioxetina en la clase de antidepresivo modulador y estimulador de serotonina.
Posee las siguientes propiedades farmacológicas específicas: 
- antagonista de los receptores de 5-HT3, 5-HT7 y 5-HT1D,
- agonista parcial del receptor 5-HT 1B,
- agonista del receptor 5-HT1A y además
- inhibidor del transportador de serotonina (SERT).[9]

La Vortioxetina aumenta la neurotransmisión serotonergica, noradrenergica, dopaminergica, colinérgica, histaminergica y glutamatergica en las estructuras del cerebro asociadas con el trastorno depresivo mayor.
| SERT         | Receptor Tipo 3 | Receptor T 7  | Receptor T 1D | Receptor T 1B    | Receptor Tipo 1A |
| ------------ | --------------- | ------------- | ------------- | ---------------- | ---------------- |
| presináptico | postsináptico   | postsináptico | postsináptico | postsináptico    | postsináptico    |
| inhibidor    | antagonista     | antagonista   | antagonista   | agonista parcial | agonista         |